# Gösta Brännström
Gösta Martin Brännström, född 6 oktober 1926 i Jörn, nuvarande Skellefteå kommun, död 7 mars 1997 i Skellefteå, var en svensk sprinter (400 m). Han tävlade för Skellefteå AIK. Brännström utsågs 1952 till Stor grabb nummer 155 i friidrott.
Gösta Brännström var vid EM 1950 med och tog bronsmedalj i stafett 4x400 m. Han delade det svenska rekordet på 400 m åren 1953 till 1958. Han tog tre SM-guld på 400 m åren 1951 till 1956.
Gösta Brännström är begravd på Skogskyrkogården i Skellefteå.

## Karriär
Vid EM i friidrott i Bryssel 1950 var Gösta Brännström med i det svenska stafettlaget på 4x400 m (de andra var Lars-Erik Wolfbrandt, Tage Ekfeldt och Rune Larsson) som vann bronsmedaljen.
År 1951 vann Brännström SM på 400 m med tiden 48,2.
Vid OS 1952 i Helsingfors deltog han på 400 m men blev utslagen i försöken.
Vid SM 1953 vann han ytterligare ett guld på 400 m (tid 47,7). Den 12 september 1953 tangerade han Lars-Erik Wolfbrandts svenska rekord på 400 m (47,4). Rekordet skulle sedan komma att först tangeras och sedan förbättras ytterligare av Alf Petersson 1958.
Gösta Brännström vann SM på 400 m en tredje gång år 1956, på 48,3.